# Littérature malienne
La littérature malienne est une littérature africaine produite au Mali (21 473 764 habitants en 2022) ou par sa diaspora.
C'est une littérature essentiellement de langue française (pour l'écrit), mais se développe une production de textes, littéraires ou non, en langues africaines, même si les ouvrages (en langues maliennes), restent relativement peu connus et souvent inédits.
L'arabe reste la langue de la religion musulmane, sous toutes ses formes.

## Avant 1000
Les connaissances européennes de l’Afrique subsaharienne sahélienne sont encore presque inexistantes, malgré les expéditions romaines en Afrique subsaharienne.
L’expansion de l'islam en Afrique débute avec la conquête musulmane du Maghreb (647-709), suivie de la conquête musulmane de la péninsule Ibérique (711-726).
L’Islam au Mali débute au Xe siècle, sans doute introduit par les Kountas (Zénètes de Mauritanie), réputés détenteurs d’un prestigieux savoir intellectuel et religieux.
Le commerce transsaharien (or, sel, ivoire, esclaves, bijoux, tissu, dattes, blé, etc.) s’effectue par les peuples berbères : Kountas et Touaregs.
La zone de langue soninké (langues mandées) s’organise longtemps autour du royaume du Ouagadou (de -300 à + 300), puis de l’empire du Ghana (300-1240), animiste, tolérant envers l’Islam quand celui-ci s’introduit. Mais les connaissances de cette période sont lacunaires. Et il n'existe pas (encore) de traces écrites.

## 1000-1500
La civilisation islamique, avec arabisation culturelle et islamisation religieuse, élargit progressivement le monde arabo-musulman et permet un âge d'or de l'Islam (VIIe siècle - XIIIe siècle), y compris dans une partie du Sahel.
Le Mandé, pays malinké ou mandingue, se réorganise dans divers royaumes sahéliens (750-1900).
L’Empire du Mali (1230-1545), ou empire mandingue, est le plus stable de ces États. Tous les empereurs en sont musulmans, la religion officielle est l'islam, mais la plus grande partie des populations y sont animistes, acceptant l'islam de l'empereur comme un attribut de sa force magique. L’empereur n'a pas la volonté de convertir la population, car, dans la société médiévale malinké, le commerce des prisonniers est source de revenus lors des guerres. L'histoire militaire de l'empire du Mali suggère de nombreux conflits, en lien en partie avec la traite orientale (ou arabe). De cette époque datent quelques témoignages d’observateurs arabes, géographes et historiens.
Le texte politique fondateur de l’empire mandingue est la Charte du Manden (vers 1222-1236), en malinké, inscrite sur la liste du patrimoine culturel immatériel de l'humanité au Mali.
Diverses aires culturelles préfèrent conserver leurs religions traditionnelles : Bambaras, Dogons, Khassonkés, etc.
La littérature de langue arabe (études islamiques, adab, poésie arabe) se développe, en même temps que les langues mandingues.
L’hassanya, arabe dialectal sud-saharien, reste essentiellement un dialecte oral, et la plupart des écrits sont en arabe littéraire.
Les trois grandes médersas (mosquées-universités) de Tombouctou, Sankoré (1325), Djingareyber (1327) et Sidi Yahya (1400-1440) accueillent de nombreux et grands  érudits islamiques (anciens).
Les manuscrits de Tombouctou (XVIIe siècle - XIXe siècle) attestent de la qualité intellectuelle et spirituelle de ces différents centres culturels, dont la Grande Mosquée de Djenné (vers 1280) ou la Mosquée de Larabanga (Ghana, vers 1400).
Diverses tariqa ou confréries soufies s’établissent et interagissent : principalement Qadiriyya, Sanousiyya, Tijaniyya, Hamalliyya.
Balla Fasséké (Balla Fassali Kouyaté) est, d’après la tradition, le premier griot, d’où découlent toutes les familles de griots et griottes (djélilu) mandingues, organisées en castes héréditaires. Le griot est réputé dépositaire de la tradition orale (histoire du pays, généalogie, art oratoire). Lors de ses performances, s’accompagnant du luth traditionnel à 4 cordes (djéli n’goni, kamele ngoni), il transmet le savoir collectif, et il le constitue. Ce qu’il déclare est réalité : déclamation des récits historiques, louange des héros fondateurs et de leurs exploits, recours au merveilleux, éloge des personnes notables, et d’abord du roi-guerrier que sa famille accompagne. Les performances peuvent être organisées pour toute sorte de cérémonie (mariage, deuil, victoire, défaite, etc.), par un griot seul mais le plus souvent en groupe musical. Les griots existent dans la plupart des pays de l’Afrique de l’ouest, avec diverses variantes.
Une littérature écrite en langues mandingues remonte au XIIIe siècle, aux performances orales conservées dans ce qu'on appelle aujourd'hui certains des manuscrits de Tombouctou : Épopée de Silâmaka et Poullôri, Épopée de Soundiata.
La caste des chasseurs dispose de ses propres bardes (soraw), pour chanter les éloges et les exploits (épiques) des membres de la caste.

## 1500-1850
Après l’Empire mandingue et l’Empire de Gao (850-1430), l’Empire songhaï (1464-1595) assure une stabilité, avant que la région devienne Pachalik de Tombouctou (ou du Soudan, 1591-1826), province marocaine, sans que rien change localement. La liste de civilisations de l'Afrique précoloniale offre quelque perspectives.
Les érudits islamiques continuent de travailler et constituent les manuscrits de Tombouctou (XVIIe siècle - XIXe siècle), principalement en arabe, et très minoritairement en peul et en songhaï, conservés dans les mausolées de Tombouctou (XVIIe siècle - XVIIIe siècle).
Parmi les érudits de la période :
- Modibo Mohammed Al Kaburi (vi),
- Al-Qadi Aqib ibn Mahmud ibn Umar (1507-1583),
- Mohammed Bagayogo (1523-1593),
- Ahmad Baba al-Timbukti (1556-1616/1627) (Abu Al-'abbas Ahmed Ibn Ahmed Al-Massufi).

Les Chroniques de Tombouctou (en), en arabe, ce sont surtout quatre textes :
- la Notice historique (vers 1660)
- Mahmud Kati (1468 ?-1593 ?) (Mohamed Alpha Kota), explorateur, chroniqueur, Tarikh el-fettach (vers 1655), et la bibliothèque Fondo Kati
- Abderrahmane Es Saâdi (1596-1656), Tarikh es-Soudan (vers 1650)
- Baba Goro, Durar al-hisan fi akhbar baʿd muluk al-Sudan (Perles de beautés concernant la guerre menée par divers rois de Soudan) (vers 1660).

Les alphabets adjami (ajamiyya) utilisés pour noter l'arabe ne sont guère adaptés pour noter les langues africaines.
Puis, l’Europe s’invite. Le commerce triangulaire existe dès 1440, et culmine dans la période 1650-1850 : esclavage en Afrique, traites négrières, surtout les régions côtières, (donc hors Mali strict, mais avec les royaumes vassaux).
L’exploration européenne de l'Afrique commence avec la circumnavigation de l'Afrique, possible dès 1488.
L’appétit commercial des Portugais dès 1500 sévit, vite suivi par celui des Hollandais : exploration, exploitation, colonisation.
Les explorateurs de l'Afrique sont nombreux, mais ne se hasardent guère à l’intérieur du continent, et leurs récits relèvent pour partie de l’affabulation. Ils semblent ne pas accéder aux connaissances des commerçants et des géographes arabes du Moyen Âge : les récits arabes de voyage dans la région, tels que le Rihla d’Ibn Battûta (vers 1352) ou la Description de l'Afrique (1530) de Léon l'Africain (1494-1550), sont savamment flous, masquant les itinéraires, par exemple, sur Tombouctou.

## 1850-1960
La présence européenne, encore faible, s’accommode, souvent mal, des nouveaux États, royaume bambara de Ségou (1712-1861), empire du Macina (1818-1868) (peul), empire de Sokoto (1804-1903) (peul), royaume du Kénédougou (1845-1898) (sénoufo), empire toucouleur (1848-1893), empire wassoulou (1878 – 1898) (mandingue)… : tensions, résistances, pacifications.
Le partage de l'Afrique (1880-1914), après les années 1870, aboutit à des colonies, intégrées dans des empires coloniaux, dont l’empire colonial français. Le Mali (Soudan français, Haut-Sénégal) est une partie de l’Afrique-Occidentale française (AOF, 1895-1958), qui compte dans sa totalité, en 1937, 15 millions d'habitants recensés (dont 26 614 Européens, dont   18 188 Français) (pour environ 10 758 000 au recensement de 1906 et près de 150 millions en 2020).
La langue française est la principale langue véhiculaire officielle durant cette période.
Elle est enseignée à une infime partie de la population.
Les interprètes sont évidemment la spécialisation la plus recherchée et la plus formatrice.
Une frange de la population tient le rôle d’intermédiaire.
Et les fonctionnaires coloniaux indigènes, formés sur place ou formés en France, soutiennent effectivement la lutte politique pour l’indépendance.
Les différentes variétés du français d'Afrique marquent les adaptations par les populations.
Pour la période coloniale, l'ensemble des textes écrits disponibles, en français, relève de diverses catégories, principalement issus des archives publiques, civiles, diplomatiques, militaires, pénitentiaires :
- archives publiques administratives, diplomatiques, militaires, pénitentiaires,
- archives religieuses chrétiennes,
- archives personnelles, correspondances privées, journaux intimes,
- travaux scientifiques (géologiques, hydrologiques, agronomiques, linguistiques, ethnographiques)
- travaux historiques,
- textes littéraires, dont poèmes, romans, récits, textes autobiographiques, etc.

La littérature francophone est la littérature d'expression française née pendant la colonisation française, au Mali comme dans divers pays d'Afrique. Le roman colonial en est un genre. L’exotisme glisse vers des textes anticoloniaux. La francophonie prend véritablement son essor avec les indépendances.
Les mosquées et les confréries soufies mènent leurs propres activités d'enseignement et de recherche, tiennent leurs propres archives, le tout en langue arabe.
Et les populations, toutes ethnies confondues, malgré l'assimilation culturelle envisagée, continuent leurs usages de leurs langues : orature, conversation, palabre, chant, mythes, rites, rituels.
Les chocs des deux guerres mondiales (régiments des colonies, expatriation, tirailleurs sénégalais, blanchiment des troupes coloniales, cristallisation des pensions) ravivent résistances, revendications, nationalismes, d’où vont naître les indépendances.

## 1960-2000
La littérature orale et écrite accompagne engagements, espoirs, désenchantements des populations.
L’énergie s’emplit aussi des grandes heures pré-coloniales, des grandes figures du passé malien, comme Soundiata Keïta (1190-1255), Oumar Tall (1794-1864), Samory Touré (1830-1900).
- La geste d'El-Hadj Omar et l'islamisation de l'épopée peule
- L'épopée peule du Fuuta Jaloo (2011)

La liste d'écrivains maliens (avec leurs principales productions) apporte un éclairage nécessaire, quoiqu’insuffisant.
La recherche universitaire malienne, africaine, mais aussi européenne (française, allemande, italienne) et nord-américaine, s’enrichit des étudiants et enseignants originaires du Mali et d’Afrique noire en général.
Le passé littéraire est valorisé, au sens où les manuscrits de Tombouctou sont pris en charge : Institut des hautes études et des recherches islamiques Ahmed-Baba, Bibliothèque commémorative Mamma-Haïdara, Bibliothèque des Manuscrits al-Wangari.
Les médias au Mali sont, au moins depuis 1991, bien développés : presse, radio, télévision, internet.
Le site Maliactu permet depuis 2007 d'approcher la richesse des médias maliens.
Il existe plusieurs associations de blogueurs maliens : Association des Blogueurs du Mali (@assoblogmali), Les Blogueurs Maliens (LBM)... Le blogueur Boukary Konaté (-2017) dont le blog bambara-français Fasokan a été remarqué lors du concours The BOBs (Éducation et Culture) en 2012.
Les publications en bambara, fulfulde, soninké, et autres langues africaines, restent quantitativement confidentielles.

## 2000-
Depuis 2000, chaque année, un festival littéraire Étonnants Voyageurs a lieu également à Bamako et dans les principales villes du Mali.
Depuis 2008, se tient, sur quatre jours, à Bamako, la Rentrée littéraire du Mali qui regroupe des écrivains et des hommes de culture du continent et de la diaspora pour célébrer le livre et ses acteurs. En 2018, les 10 ans de la rentrée ont été célébrés et l'événement s'est étendu en délocalisant ses manifestations les villes de Djenné au centre du Mali et de Tombouctou au Nord. Sont attribuées diverses distinctions : prix Ahmed-Baba, prix Massa-Makhan-Diabaté.
Depuis 2012, la guerre du Mali, et les diverses formes de l’Islam radical en Afrique noire sahélienne, rappellent les difficultés du vivre-ensemble.

## Genres
Toute l'expérience de l'orature n'est pas transcriptible.
Une grande partie passe par les diverses formes de chanson : interprètes, paroliers, chanteuses maliennes, chanteurs maliens, slameurs, slameuses.

### Poésie
Une des origines est la fonction de griot.
Ressources :
- Ismaila Samba Traoré, Anthologie de la poésie malienne, Bamako, Ed. La Sahélienne, Collection 50 voix, 184 p.,  (ISBN 9789995254629)
- Aziz Siten 'K, Anthologie Malienne de Slam Poésie, La Sahélienne, 2020
- Pierre-Francis Lacroix (1924-1977), Poésie peule de l' Adamawa (1965)
- Siré Mamadou Ndongo, Le Fantang (1986), poèmes mythiques des bergers peuls, textes de la tradition orale peule
- Christiane Seydou[4]
  - La poésie mystique peule du Mali (2008)  (ISBN 9782845869479)[5]
  - Le don du fleuve (Sendégué, Mali,poèmes peuls) (1998)
- Abdoul Aziz Sow, La poésie orale peule (2009)...

### Théâtre
Au Mali, selon les régions et les ethnies, de nombreuses formes traditionnelles de théâtre coexistent, divergeant en termes de forme, de personnages et d'actions. Le théâtre, généralement joué par de jeunes hommes, mêle rhétorique, parodie, comédie, imitation satirique. Les interventions ciblent des circonstances de la vie, comme la politique, le gouvernement ou les conflits de génération. Les acteurs attendent du public, partie intégrante du spectacle, des réactions spontanées, décidant si la rhétorique du porte-parole est considérée comme habile et spirituelle, scandaleuse.
Les spectacles de marionnettes et les mascarades se présentent également sous de nombreuses formes. Ce type de performance combine également théâtre, musique, danse et rhétorique. Les marionnettes peuvent représenter des stéréotypes de la société ou des fantômes, tandis que dans les mascarades les acteurs disparaissent entièrement sous des masques parfois immenses.
Dans les années qui précèdent et suivent l'indépendance du Mali, les gouvernements créent plusieurs compagnies de théâtre, de théâtre de marionnettes et de danse. Ces ensembles participent à des compétitions et jouent devant les invités des gouvernements respectifs.
En 1964, un institut culturel national est fondé, dont les activités conduisent à une certaine uniformisation des formes de théâtre et de danse, mais aussi marginalisent les cultures du nord-est du Mali au profit de celles du sud. Depuis que l'État s'est retiré du parrainage des troupes théâtrales professionnelles, les organisations d'aide au développement utilisent le théâtre comme médium. Ils espèrent utiliser ce forum culturel traditionnel pour mieux toucher le peuple malien avec ses préoccupations
Dans l’ethnie bambara, se pratique une forme de théâtre traditionnel dénommé kotéba. Chaque année, après les récoltes, les villageois se réunissent pour une fête où se mêlent les danses, les chants et le théâtre burlesque. À travers des saynètes, on se moque des villageois et de leur travers sans jamais nommer personne afin de ne pas blesser. Le kotéba permet de préserver l’unité du village.
S’inspirant du kotéba, des troupes théâtrales tournent dans les villages afin de faire passer à travers les saynètes des messages concernant la santé (la prévention du sida, la vaccination) ou la protection de l’environnement.
Certains rites sacrés sont fortement liés à l'expression théâtrale, notamment les initiations ainsi que divers événements de la vie (mariage, baptême).
La sacralisation permet de donner à l'événement un caractère plus solennel.
Le théâtre sacré instruit par la participation plus que par la distraction.
Le théâtre moderne existe aussi, surtout dans les grandes villes. Il souffre du peu de considération sociale pour les "comédiens" et du manque d'adaptation dans les langues locales.
Le théâtre de rue vise à faire le pont entre le théâtre traditionnel populaire et le théâtre moderne, symbolisé par le Festival du Théâtre des Réalités. Il a lieu tous les deux ans (2006 était la huitième édition); il prend de l'ampleur tant par la qualité et le nombre d'événements que par les activités organisés dans différentes régions du Mali et des pays avoisinants. Le « Festival des réalités » a été créé par Adama Traoré, comédien, metteur en scène et professeur d’art dramatique à l’Institut National des Arts de Bamako. Il est également Président de l'association culturelle Acte SEPT.(Voir aussi : Bamako)
Parmi les auteurs et acteurs de théâtres renommés :
- Dramaturges maliens, dont Sada Sissoko, Falaba Issa Traoré, Adama Drabo...
- Acteurs maliens de théâtre
- Actrices maliennes de théâtre
- Metteurs en scène maliens

Ressources :
- Institut National des Arts (1963), Groupe Dramatique du Théâtre National
- Koteba national du Mali depuis 1969, groupe dramatique
- Compagnie Blonba (1998)[11]
- Kotéba, théâtre d’intervention en pays bambara, avec « niogolon » composé de sketches
- Marie-Laure de Noray, « Mali : du kotéba traditionnel au théâtre utile », Politique africaine,‎ sd (lire en ligne, consulté le 8 janvier 2022)
- N. S. Hopkins, « Le Théâtre Moderne au Mali », Présence africaine,‎ 1965 (lire en ligne, consulté le 12 janvier 2022)
- Adama Traoré, « Théâtre et théâtre de rue au Mali », Études théâtrales,‎ 2008 (lire en ligne, consulté le 12 janvier 2022)
- Ousmane Sow, « « Quarante petites années de théâtre » : un ouvrage pour comprendre les péripéties du théâtre malien », saheltribune.com,‎ 22 mai 2020 (lire en ligne, consulté le 8 janvier 2022)
- Festival du théâtre des Réalités, depuis 1996 :
  - années paires : créations théâtrales et musicales internationales
  - années impaires : rencontres théâtrales de troupes maliennes
- Association pour la Recherche Théâtrale « Anw Jigi Art »[12]
- Fanta Coulibaly, Le théâtre au Mali, 2021,  (ISBN 978-620-3-42635-9)

### Roman
Les textes narratifs, au sens moderne (roman, nouvelle), restent, pour un lectorat non africain, la porte d'accès la plus accessible.
- Romans maliens

## Grands noms d'écrivains
La liste d'écrivains maliens peut servir de référence globale de départ.
Les écrivains maliens contemporains d'importance sont :

### Avant 1960
- Moussa Bléni Travélé (fi) (1887-1941)[13], traducteur (administration française), membre fondateur de l'Académie des sciences coloniales (1922-1941), Petit manuel français-bambara (1910), Petit dictionnaire français-bambara (1913), Proverbes et Contes Bambara (1923)
- Amadou Hampâté Bâ (1900/1901–1991), historien, théologien, ethnographe, romancier, autobiographe, L'Empire peul du Macina (1955), Vie et enseignement de Tierno Bokar, le sage de Bandiagara (1957), L'Étrange Destin de Wangrin (1973), Jésus vu par un musulman (1976), Amkoullel, l'enfant Peul (1991), Oui mon commandant ! (1994)…
- Fily Dabo Sissoko (1900-1964), enseignant, poète, politique, essayiste, romancier, La Politesse et la civilité des Noirs (1936), Sagesse noire, sentences et poèmes malinkés (1955), La passion de Djimé (1955)…
- Ibrahima Mamadou Ouane (fi) (1908- ?)[14], ethnographe, ethnologue, historien, romancier, poète, L'énigme du Macina (1952), Le Collier de coquillages (1957), L'Islam et la civilisation française (1957), Pérégrinations soudanaises (1960 ?), Fadimata la princesse du désert (2007), Les filles de la reine Cléopâtre…
- Modibo Keïta (1915-1977), politique, activiste (indépendance, panafricanisme), Discours-programme prononcé par M. Modibo Keita (1959), Proclamation de l'indépendance du Mali (1960)...
- Sidiki Dembélé (1921–1983)[15],[16], dramaturge, homme de théâtre, Le Chant du Madhi (1965), Les Inutiles (1985)...
- Wa Kamissoko (1925-1976), griot, Soundiata ou la gloire du Mali (1991), La grande geste du Mali (2000)
- Falaba Issa Traoré (1928-2003), comédien, dramaturge, réalisateur, Juguifolo (Première Lueur d’espoir, 1979), Anbé no don (1980), Kiri Kara Watita (Duel dans les falaises, 1980), Bamunan (Le Pagne sacré, 1990), Guimba, Un Tyran, Une époque (1995), Sanoudje (2002), Contes et récits du terroir (1970, 2003)
- Seydou Badian Kouyaté (1928–2018), médecin, romancier, politique, Sous l'orage (1957), Les Dirigeants africains face à leurs peuples (1965), Le Sang des masques (1976), Noces sacrées (1977), La Saison des pièges (2007)
- Bakary Soumano (1935-2003), chef des griots du Mali, consultant Unesco
- Youssouf Tata Cissé (1935-2013), ethnologue, historien, Les fondements de la société d'initiation du Komo (1972), Paysans Malinké du Haut Niger (1978), La Grande geste du Mali : des origines de la fondation de l'Empire : des traditions de Krina aux colloques de Bamako (2007)…
- Maryse Condé (1937-2024), guadeloupéenne d’origine bambara, Ségou (1985)
- Massa Makan Diabaté (1938–1988), griot, romancier, historien, dramaturge, Janjon et autres chants populaires du Mali (1970), L'aigle et l'épervier ou la Geste de Sunjata (1975), Comme une piqûre de guêpe (1980), Une hyène à jeun (1988)…

### Depuis 1960
- Madina Ly-Tall (1940-), historienne, politique, diplomate, Contribution à l'histoire de l'empire du Mali, XIIIe – XVIe siècles (1977)...
- Yambo Ouologuem (1940-2017), enseignant, nouvelliste, romancier, Le Devoir de violence (1968, Prix Renaudot), Lettre à la France nègre (1969), Nouvelles du Mali (2008)…
- Sada Sissoko (1941-2004), dramaturge,
- Mahmoud Abdou Zouber (1941-), historien, Aḥmad Bābā de Tombouctou (1556-1627), sa vie et son œuvre (1977)
- Tidiane Diakité (1944-2025), franco-malien, historien, L'Afrique malade d'elle-même (1986), La Traite des Noirs et ses acteurs africains - Du xve siècle au xixe siècle (2008), Louis XIV et l'Afrique noire (2013)...
- Doumbi Fakoly (1944-), romancier, essayiste, auteur jeunesse, Morts pour la France (1983), La Retraite anticipée du Guide Suprême (1984), Certificat de Contrôle Anti-Sida (1988), La Révolte des Galsénésiennes (1994), Complot contre la jeunesse africaine (2007)…
- Adame Ba Konaré (1947-), historienne, essayiste, romancière, Sunjata, le fondateur de l'Empire du Mali (1983), Dictionnaire des Femmes célèbres du Mali, des temps mythico-légendaires au 26 mars 1991 (1993), Quand l'ail se frotte à l'encens (2006), Parfums du Mali (2007), Petit précis de remise à niveau sur l'histoire africaine à l'usage du président Sarkozy (2008)
- Aminata Dramane Traoré (1947-), chercheuse en sciences sociales, chanteuse, essayiste, politique, Mille tisserands en quête de futur (1999), L'étau (1999/2001), Le viol de l'imaginaire (2002), L'Afrique humiliée (2007), Un rêve d'Afrique (2009), La gloire des imposteurs (2013)…
- Ismaïla Samba Traoré (1949-)[17], Les Ruchers de la capitale (1982), Maïa et Taïa (1990), Les amants de l'esclaverie (2004), Élégie pour la femme à corne d'or (2005)…
- Drissa Diakité (1950 ?), historien, Kuyatè la force du serment, aux origines du griot mandingue (2009), Mali-France, regards sur une histoire partagée (2005)...
- Moussa Konaté (1951-2013), nouvelliste, romancier, dramaturge essayiste, Série Commissaire Habib : Enquête sur les rives du fleuve Niger, Le Cercle au féminin (1985), Mali–Ils ont assassiné l’espoir (1985), Un monde immobile (1994), Khasso (2005)
- Bernadette Sanou Dao (1952-), malienne-burkinabé, enseignante, nouvelliste, poétesse, auteure enfance, Parturition (Vaines douleurs-fureur vaine) (1988), Symphonie (Soie et Soleil) (1992), La dernière épous (1997)…
- Pascal Baba Couloubaly (1951-2008)[18], anthropologue, politique, essayiste, romancier, Les Angoisses d'un monde (1980), Une société rurale bambara à travers des chants de femmes (1990), Le Mali d'Alpha Oumar Konaré (2004), Mamari, le Bambara (2007)
- Mohamed Ag Erless (1954-)[19], chercheur en sciences sociales, Il n'y a qu'un soleil sur terre (1999), Le Patriote et le Djihadiste (2012), Proverbes & dictons touaregs (2014)
- Ismaël Diadié Haïdara (1957-), écrivain, poète, directeur de bibliothèque
- Habib Dembélé (1962-), acteur, comédien, metteur en scène, dramaturge, politique, Les Tueurs de Margouillats (1988), Sacré Kaba (1990), Foura (opéra en langue bambara, 1998), Un artiste dans la ville (Être ou ne pas naître) (2008), Pauvres gens, gens pauvres (2017)…
- Adama Traoré (1962-), comédien, metteur en scène, dramaturge, Pharamansi (1989), La Visite du maire (1992), Les Fruits mûrs (1994), Le Petit Théâtre des farfadets (2010)…
- Fatoumata Sidibé (1963-), belge, journaliste, éditrice, peintre, politique, poétesse, essayiste, romancière, Une saison africaine (2006), Les masques parlent aussi (2014), La voix d'une rebelle (2020)
- Abdoul Kader Haïdara (1964-), bibliothécaire, écrivain, ancien directeur de la Institut des hautes études et des recherches islamiques Ahmed-Baba, créateur de la Bibliothèque commémorative Mamma-Haïdara

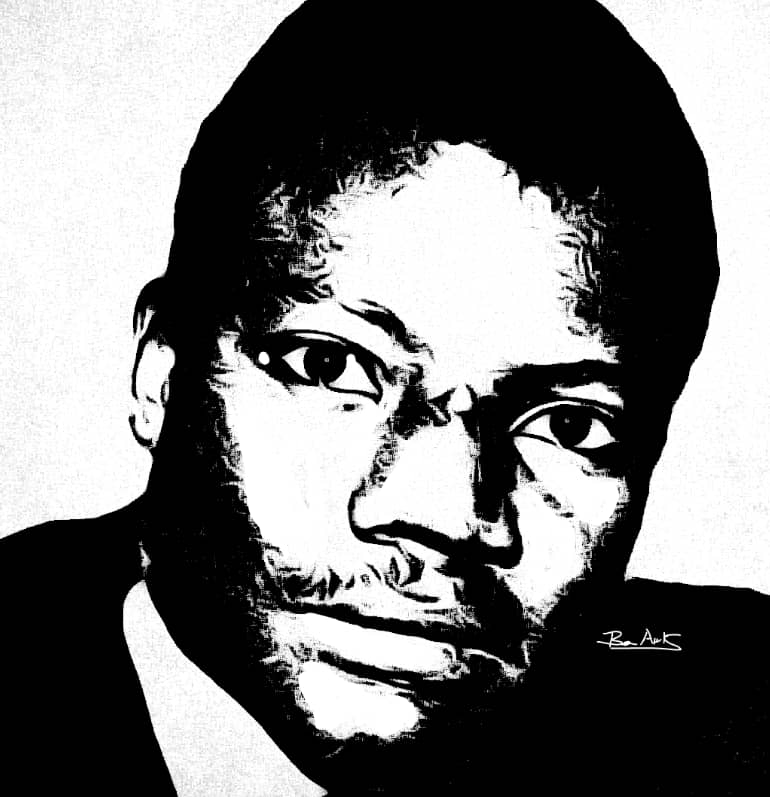
Yambo Ouologuem
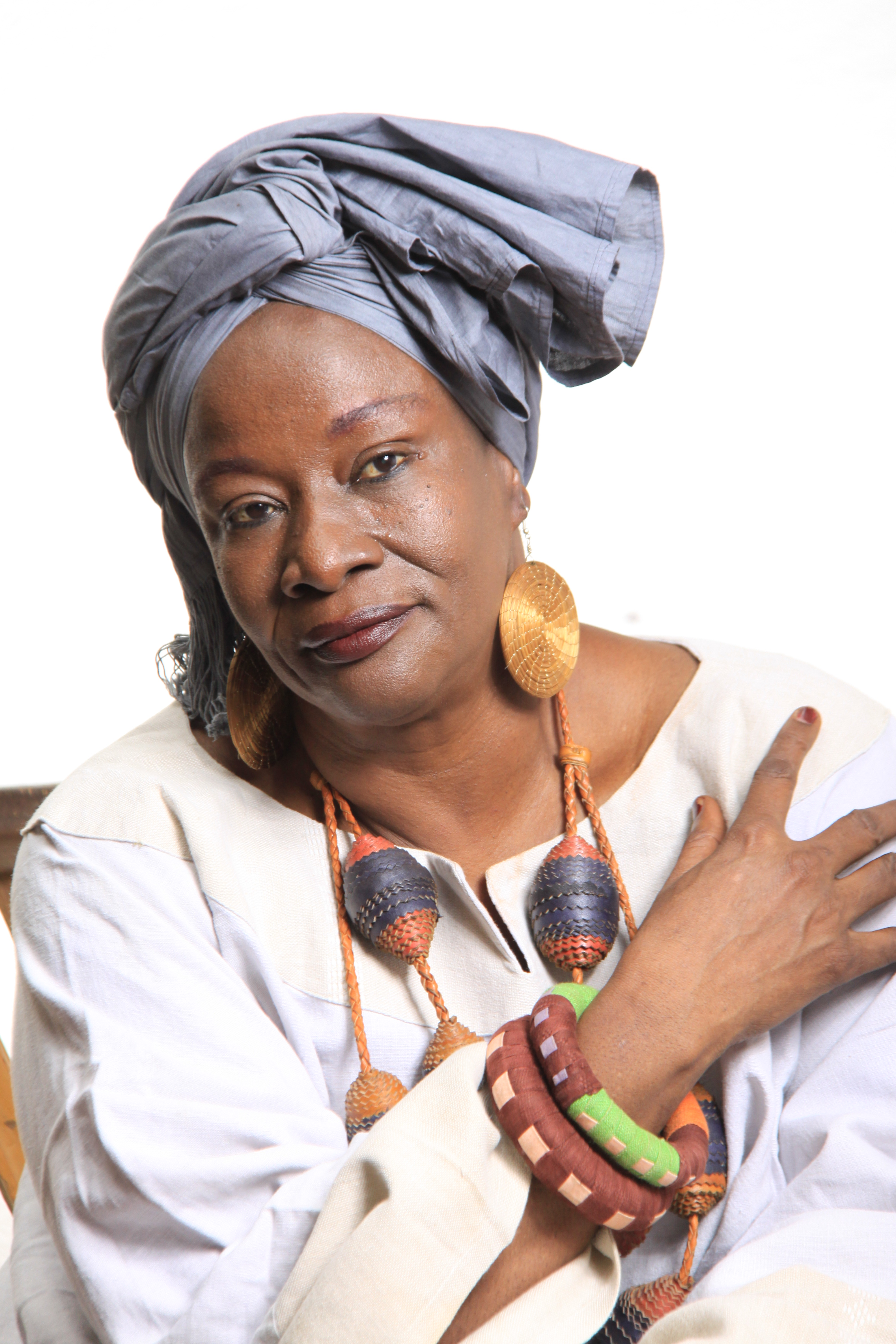
Aminata Dramane Traoré

## Littératures en langues africaines
- Encyclopédie des littératures en langues africaines (ELLAF), site ellaf.huma-num.fr
- Textes peuls, ELLAF
- Textes mandingues, ELLAF
- Textes wolof, ELLAF
- Littérature en mandingue, site ellaf.huma-num.fr
- Littérature en bomu, site ELLAF
- (en) Littérature en bambara, malinké, dioula et mandingue, site anktaa.com
- Littérature soninké, site soninkara.org
- Tal Tamari, « La littérature française en traduction bambara : l’exemple du Comte de Monte-Cristo », Journal des Africanistes,‎ 2010 (lire en ligne, consulté le 13 janvier 2022)
- Olivier Kyburz, « La littérature peule dans la collection « Classiques africains » », Cahiers d’études africaines,‎ 1994 (lire en ligne, consulté le 13 janvier 2022)
- Saibou Nassourou, « Un poème boori de Yâya Nguessek, un berger peul de l'Adamaoua », nn,‎ sd (lire en ligne, consulté le 13 janvier 2022)
- Mélanie Bourlet, « La littérature peule contemporaine : caractéristiques et enjeux », Études littéraires africaines,‎ 2005 (lire en ligne, consulté le 13 janvier 2022)
- Ursula Baumgardt (dir.), « Littérature peule », Études littéraires africaines,‎ 2005 (lire en ligne, consulté le 13 janvier 2022)
- Mélanie Bourlet et Marie Lorin, « La littérature en peul sur internet », academia.edu,‎ 2014 (lire en ligne, consulté le 13 janvier 2022)

## Institutions
- Bibliothèque du Gouvernement, puis Bibliothèque nationale du Mali
- Archives nationales du Mali (1913)
- Institut français d'Afrique noire (IFAN, 1936), Institut fondamental d'Afrique noire (IFAN, 1966)
- Musée national du Mali (1953)
- Bibliothèque oumarienne de Ségou, déposée à la BNF (PAris, 1892)
- Préservation des Manuscrits de Tombouctou et Mausolées de Tombouctou

### Organisations d'écrivains
- Union des Écrivains du Mali (UEM)
- Association des Jeunes Écrivains du Mali (AJEM)
- Réseau des femmes écrivains du Mali et de la diaspora (RFMED), présidente Mme Diarra Oumou Armand Sangaré

### Festivals littéraires
- Festivals littéraires en Afrique

### Prix littéraires
- Grand prix littéraire d'Afrique noire (depuis 1961)
- Prix Noma de publication en Afrique (1979-2009)
- Grand prix de la francophonie (depuis 1986)
- Prix Tchicaya U Tam'si pour la poésie africaine (depuis 1989)
- Prix Ahmadou-Kourouma (depuis 2004)
- Prix Yambo-Ouologuem (depuis 2008)
- Prix Orange du Livre en Afrique (depuis 2019)
- Prix Ahmed-Baba, prix Massa-Makhan-Diabaté

### Maisons d'édition
- Éditions Jamana (1986)
- Éditions Donniya (1996)